# 苏元山 (广州)
苏元山位于广州市黄埔区暹岗村附近，大致呈梯形，是广州市第二中学科学城校区和广州市黄埔区苏元学校的所在地，据说苏轼曾于绍圣元年（1094年）由英德贬至惠州的路上谪居于此。1965年，曾在此处出土5件先秦时期的青铜器。
苏元山临近的暹岗大山及燕子山一带山脉未来将建设成苏元（暹岗大山）森林公园。该公园一期规划面积约286公顷，已于2015年完成勘察设计招标及方案设计等前期工作，但由于用地权属和征用存在争议，现已暂缓实施。